# Diphyllarium mekongense
Genre
Espèce
Diphyllarium mekongense est une espèce de plantes à fleurs dicotylédones de la famille des Fabaceae, sous-famille des Faboideae, originaire d'Asie (Chine, Indochine). C'est l'unique espèce acceptée du genre Diphyllarium (genre monotypique).